# Komarówka (rejon dubieński)
Komarówka (ukr. Комарівка) – wieś na Ukrainie w rejonie dubieńskim, obwodu rówieńskiego.